# Idavallen
Idavallen är i nordisk mytologi en vacker slätt i Asgård. 
Innan Asgård hade byggts möttes gudarna på Idavallen för att avgöra människornas öden och sakernas tillstånd. När Asgård var färdigställt låg Idavallen innanför muren som omgärdade gudarnas boning och efter Ragnarök möts de överlevande gudarna på Idavallen.
Några av dem är Vale och Vidar som tar över Odens sysslor och Tors söner Mode och Magne som med sig har hammaren Mjölner.